# Találkozunk St. Louisban
A Találkozunk St. Louisban (eredeti címén Meet Me in St. Louis) egy 1944-es amerikai film Vincente Minnelli rendezésében. A film főbb szereplői Judy Garland, Margaret O'Brien, Mary Astor, Lucille Bremer, Tom Drake, Leon Ames, Marjorie Main, June Lockhart és Joan Carroll.
A film Sally Benson különböző novellái alapján készült el.
A film mind kritikailag, mind kereskedelmileg nagy siker lett. A magam útját járom mögött 1944 második legtöbb bevételt hozó filmje volt. 1994-ben a film bekerült az Egyesült Államok Nemzeti Filmregiszterébe.

## Rövid történet
A klasszikus zenés-táncos film egy tipikus amerikai család kalandjait meséli el, akik az 1904-es St. Louis-i világkiállítás évében gondtalanul éltek. A viharfelhők azonban lassan tornyosulni kezdenek, amikor a családfő bejelenti, hogy az egész család New Yorkba költözik, ahol a férfi vezető állást kapott egy neves ügyvédi irodában.

## Cselekmény
1903 nyara.  A Smith család kényelmes, felső-középosztálybeli életet él. Alonzo Smithnek és feleségének, Annának négy lánya van: Rose, Esther, Agnes és Tootie, valamint van egy fiuk is, Lon Jr.  Esther, a család második legidősebb lánya szerelmes a szomszéd fiúba, John Truettbe, igaz, csak titokban. Rose, a legidősebb lánya hiába reméli, hogy házassági ajánlatot kap Warren Sheffieldtől, ez azonban egyáltalán nem akar összejönni.
A bonyodalom akkor kezdődik, amikor Alonzo Smith, az apa bejelenti a családnak, hogy New York-ba költöznek. Kiderül ugyanis, hogy a családfő vezető állást kapott egy neves ügyvédi irodában.

## Szereplők
- Judy Garland — Esther Smith
- Margaret O'Brien — "Tootie" Smith
- Mary Astor — Mrs. Anna Smith
- Lucille Bremer — Rose Smith
- Leon Ames — Mr. Alonzo Smith
- Tom Drake — John Truett
- Marjorie Main — Katie
- Harry Davenport — nagyapa
- June Lockhart — Lucille Ballard
- Henry H. Daniels Jr. — Lon Smith Jr.
- Joan Carroll — Agnes Smith
- Hugh Marlowe — Colonel Darly
- Robert Sully — Warren Sheffield
- Chill Wills — Mr. Neely
- Dorothy Tuttle — lány a trolibuszon

## Filmzene
A filmhez írt dalok mellett számos dal van, ami eredetileg más szerzők műve. 
- "Meet Me in St. Louis, Louis", Kerry Mills és Andrew B. Sterling, 1904.
- "The Boy Next Door", Hugh Martin és Ralph Blane, 1944, előadó: Judy Garland.
- "Skip to My Lou", tradicionális, a filmhez átdolgozta Hugh Martin és Ralph Blane, 1944
- "I Was Drunk Last Night", előadó: Margaret O'Brien.
- "Under the Bamboo Tree", zene és szöveg: Robert Cole, 1902, előadja: Judy Garland és Margaret O'Brien.
- "Over the Banister", 19. századi eredetű tradicionális zene, a filmhez adaptálta Roger Edens (1944), előadó: Judy Garland.
- "The Trolley Song", Hugh Martin és Ralph Blane, 1944, előadja: Judy Garland és egy kórus.
- "You and I", Nacio Herb Brown and Arthur Freed, előadó: Arthur  Freed, a film producere és Denny Markas.
- "Goodbye, My Lady Love", instrumentális, Joseph E. Howard, 1904.
- "Little Brown Jug", instrumentális, Joseph Winner, 1869.
- "Down at the Old Bull and Bush", instrumentális, Harry von Tilzer, 1903.
- "Home! Sweet Home!", instrumentális, Henry Bishop, 1823/1852.
- "Auld Lang Syne", instrumentális
- "The First Noel", instrumentális
- "Have Yourself a Merry Little Christmas", Hugh Martin és Ralph Blane, 1944, előadó: Judy Garland.